# Museum Stangenberg Merck

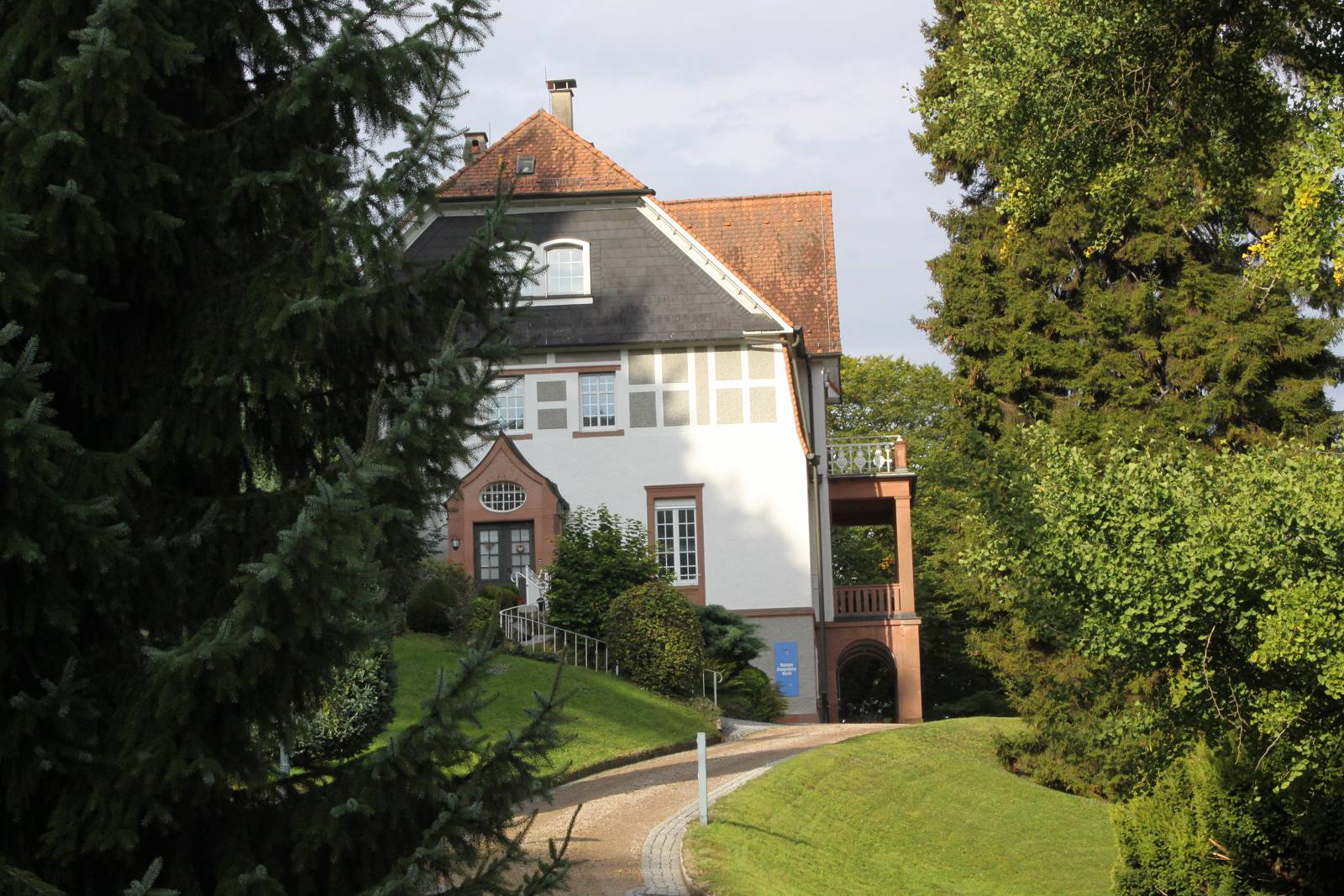
Museum Stangenberg Merck in Seeheim-Jugenheim im Haus auf der Höhe

Das Museum Stangenberg Merck in Seeheim-Jugenheim wurde im September 2010 gegründet und von Karl Stangenberg eröffnet. Das Privatmuseum bewahrt das Werk der deutschen Malerin und Radiererin Heidy Stangenberg-Merck und ist untergebracht im „Haus auf der Höhe“.

## Bestand

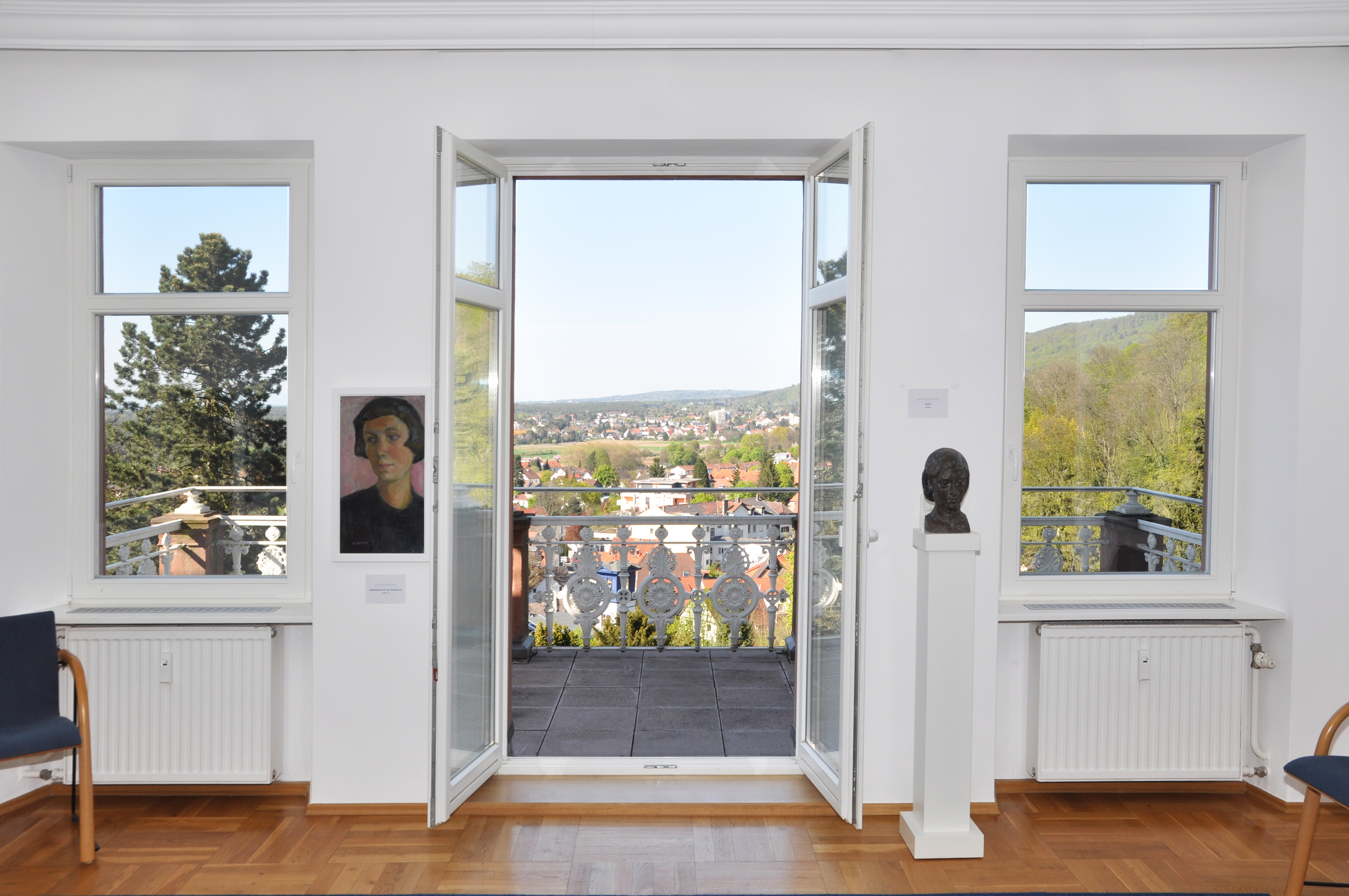

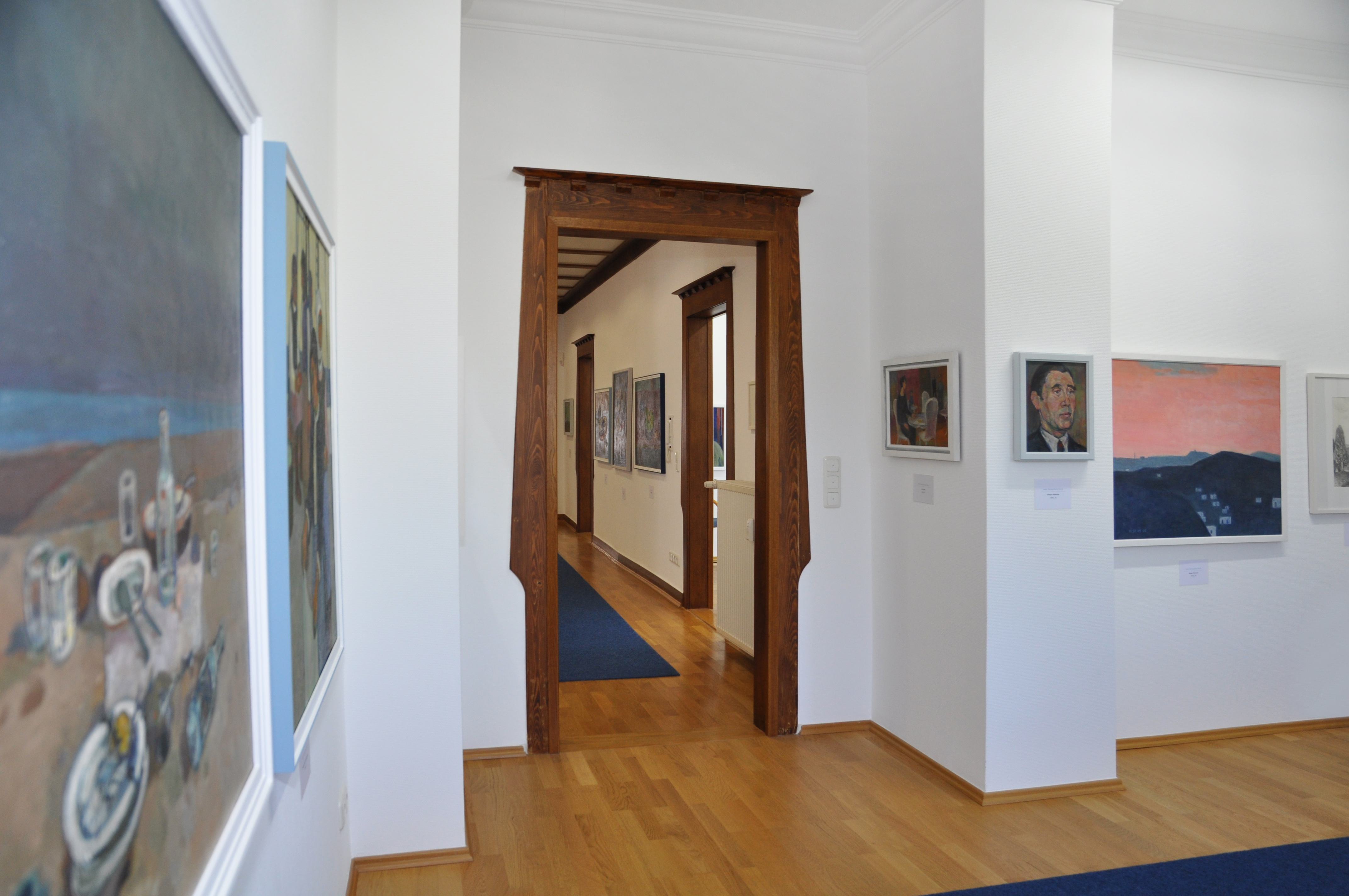

Ausgestellt werden auf rund 600 m² und über drei Etagen verteilt etwa 300 Öl- und Temperagemälde, Linolschnitte und Radierungen, überwiegend von Heidy Stangenberg-Merck. Darüber hinaus bewahrt das Archiv des Museums weitere rund 500 Öl- und Temperabilder, mehr als 900 Bleistift-, Tusche-, Filzstift und Kugelschreiber-Zeichnungen der Künstlerin sowie etliche Linolschnitte und Monotypien.
Dazu kommen Werke ihres Lehrers an der Akademie, Hans Gött, Werke ihrer Mutter, der Malerin Marietta Merck, ihres Ehemanns Karl Stangenberg sowie verschiedener nahestehender Zeitgenossen. Zweimal im Jahr wechseln die Sonderausstellungen mit Arbeiten befreundeter Künstler oder mit Werken von Heidy Stangenberg-Merck aus dem Archiv.
Das Haus ist ganzjährig der Öffentlichkeit zugänglich und erschließt dem Besucher die Bestände darüber hinaus auch durch Führungen durch die Museumsleitung.
Das Gebäude ist eine Metzendorf-Villa, im Inneren findet man Jugendstil-Elemente. Das Museum ist von einem großen Park umgeben, der kleinere Teil vor dem Haus ist frei zugänglich und wird für Ausstellungen von Skulpturen genutzt. Der Teil hinter dem Haus ist nicht öffentlich zugänglich, er wird jedoch regelmäßig zur Offenen Gartenpforte Hessen an zwei Wochenendtagen geöffnet.